# Anna Cinzia Bonfrisco
Anna Cinzia Bonfrisco (Riva del Garda, 12 ottobre 1962) è una politica italiana.

## Biografia
Nata a Riva del Garda, in provincia di Trento, figlia di un maresciallo dell'esercito italiano. Vive a Peschiera del Garda in provincia di Verona.     
Ha iniziato la sua carriera politica nel Partito Socialista Italiano, a cui ha aderito giovanissima, facendo parte della corrente craxiana. Dal 1988 al 1992 è stata consigliera comunale a Peschiera del Garda.
Nel 1994 ha lasciato il Partito Socialista Italiano per passare a Forza Italia di Silvio Berlusconi.

### In Parlamento

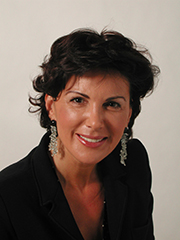
Anna Cinzia Bonfrisco al Senato

Alle elezioni politiche del 2006 è stata eletta Senatrice della Repubblica per Forza Italia nella circoscrizione Veneto. Durante la XV legislatura è stata membro della V Commissione Bilancio e della XIV Commissione Politiche dell'Unione Europea.
Alle elezioni politiche del 2008 è stata rieletta senatrice per Il Popolo della Libertà, diventando anche Segretario di presidenza del Senato della Repubblica. È stata inoltre membro della VI Commissione Finanze.
Alle elezioni politiche del 2013 è stata eletta per la terza volta senatrice con Il Popolo della Libertà. Il 16 novembre 2013, con la sospensione delle attività del Popolo della Libertà, ha aderito a Forza Italia.
Ha fatto parte della corrente fittiana critica nei confronti del leader Silvio Berlusconi che il 3 giugno 2015 abbandonerà Forza Italia per aderire al nuovo gruppo Conservatori e Riformisti di cui diventa capogruppo al Senato.
Nel dicembre 2016 abbandona Conservatori e Riformisti e si è iscritta ufficialmente al Partito Liberale Italiano, per questo motivo il 28 febbraio 2017 ha lasciato il gruppo parlamentare Conservatori e Riformisti (di cui era capogruppo) aderendo al Gruppo misto.
Il 25 maggio 2017 ha abbandonato il Gruppo misto ed è diventata esponente del PLI al neonato gruppo parlamentare "Federazione della Libertà (IDeA-Popolo e Libertà, PLI)", di cui diviene vicepresidente vicario.
A dicembre 2017, nel quadro di un accordo politico con il PLI, è stata candidata dalla Lega alle elezioni politiche del 2018, venendo rieletta senatrice nella circoscrizione Lazio.
Alle elezioni europee del 2019 è stata candidata dalla Lega nella Circoscrizione Italia centrale. Passerà con 39.336 preferenze risultando terza degli eletti (tolto Salvini). A seguito di ciò, si è dimessa dal Senato e ha optato per il seggio europeo. Al suo posto è subentrata Kristalia Rachele Papaevangeliu.
A seguito della rottura tra il PLI e la Lega, abbandona il Partito Liberale e aderisce alla Destra Liberale Italiana fondata da Giuseppe Basini, di cui diviene presidente.
Alle elezioni europee del 2024 si ricandida nella circoscrizione centrale in quarta posizione.
Tuttavia con oltre 7.200 preferenze si piazza nona, non venendo rieletta.

## Attività al Parlamento Europeo

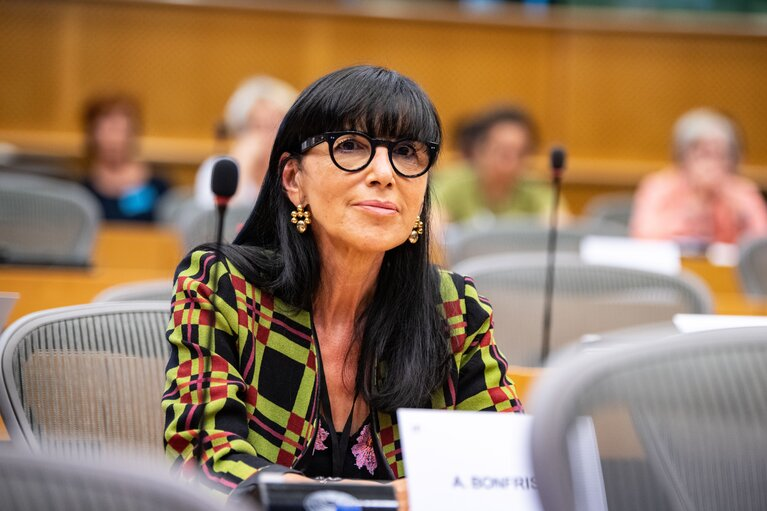
Anna Cinzia Bonfrisco nel 2022 al Parlamento Europeo

Anna Cinzia Bonfrisco è stata nominata nel corso della 9ª legislatura membro delle seguenti commissioni:
- Commissione per gli affari esteri (02/07/2019)
- Commissione per i bilanci (02/07/2019)
- Delegazione per le relazioni con Israele (02/07/2019)
- Delegazione per le relazioni con l'Assemblea parlamentare della NATO (16/09//2019)

È stata inoltre membro sostituto
- Sottocommissione per la sicurezza e la difesa (02/07/2019)
- Delegazione per le relazioni con la penisola arabica (02/07/2019)

Nel corso dell'Assemblea plenaria del 16 settembre 2019 ha preso posizione contro le attività di controinformazione attuate dalla Cina nei confronti dei manifestanti di Hong Kong definendo false e antidemocratiche le dichiarazioni di Carrie Lam (capo dell'esecutivo di Hong Kong).
Nel corso dell'Assemblea plenaria del 9 ottobre 2019 a Bruxelles ha denunciato "l'aggressione brutale alla Siria da parte della Turchia" chiedendo all'Unione Europea di condannare le azioni del governo di Recep Tayyip Erdoğan . 
Il 24 ottobre ha dichiarato "L’Ue impari dalla crisi con la Turchia,  con i Balcani occidentali va perseguita la strategia degli accordi commerciali prima che dell’allargamento"

## Controversie e vicende giudiziarie
- Nel 1992 è stata arrestata a Verona con l'accusa di corruzione, per poi essere scarcerata dopo 12 giorni. Le inchieste a suo carico riguardavano tangenti per l’autostrada Serenissima e per la vendita della Centrale del latte di Verona. Il processo si è concluso con l'assoluzione, e la Bonfrisco è stata poi indennizzata per ingiusta detenzione.[13]
- Il 14 luglio 2007, durante l'esame in Senato della riforma Mastella dell'ordinamento giudiziario, la Bonfrisco ha violentemente attaccato il senatore Gerardo D'Ambrosio (L'Ulivo), gridandogli «Sei un assassino! Sei un criminale! Oggi è il tuo giorno!»
- Il 23 ottobre 2013, nel dibattito sulla legge di Stabilità, ha attaccato duramente l’allora Ministro per le Riforme costituzionali Gaetano Quagliarello (all'epoca suo compagno di partito) definendolo un «dottor Stranamore del centrismo» e «traditore».
- Il 2 ottobre 2015, durante l'esame in Senato della riforma costituzionale Renzi-Boschi la senatrice ha duramente attaccato il capogruppo di Alleanza Liberalpopolare-Autonomie Lucio Barani, definendolo "un pagliaccio". Il senatore si era precedentemente reso protagonista di un gesto offensivo nei confronti della senatrice Barbara Lezzi (Movimento 5 Stelle).
- Nel giugno 2017 è stata indagata dalla Procura di Verona per corruzione e associazione a delinquere per il caso CEV (Consorzio Energia Veneto)[14]: aver favorito il direttore del Consorzio in cambio di agiate vacanze.[15] Nel luglio 2017 la Giunta per le Immunità del Senato ha proposto all'Aula, che ha votato a favore, di autorizzare l'utilizzo di una sola intercettazione telefonica sulle ventuno richieste dalla Procura. Sempre nel luglio dello stesso anno la Procura ha chiesto il rinvio a giudizio per tali accuse. Nel dicembre 2018 la Giunta del Senato ha negato (con i voti di Lega, Pd, Forza Italia) l'autorizzazione al processo.[15]
- Nella seduta del 23 dicembre 2017 il Senato della Repubblica ha sollevato con 188 voti favorevoli e 18 contrari presso la Corte Costituzionale il "conflitto di attribuzione tra poteri dello Stato" ritenendo lese le prerogative parlamentari della Bonfrisco dalla parte d'indagine vertente sull'attività legislativa.

## Vita privata
Nel giugno 2010 si è sposata nel Municipio di Pastrengo con Stefano Ciccardini, dirigente di Poste Italiane.